# Ferreñafe (província)
Ferreñafe é uma província do Peru localizada na região de Lambayeque. Sua capital é a cidade de Ferreñafe.

## Distritos
- Cañaris
- Ferreñafe
- Incahuasi
- Manuel Antonio Mesones Muro
- Pitipo
- Pueblo Nuevo (distrito)